# Astonvilla
Pour les articles homonymes, voir Aston Villa.
Astonvilla, anciennement Aston Villa, est un groupe de rock français, originaire d'Ivry-sur-Seine, dans le Val-de-Marne. Il est formé en janvier 1994 par Hocine Hallaf et Fred Franchitti. Leur style musical est remarqué par le label BMG avec qui ils sortiront un album portant leur nom en avril 1996. En 1998, Aston Villa signe sur le petit label Double T Music, et publie un deuxième album, Extraversion. Aston Villa, qui devient Astonvilla en 2002 et rencontre un grand succès en France, sort très vite un troisième album studio, Strange chez Naïve Records. Peu après, le batteur et un des guitaristes, Laurent et Nicolas Muller, quittent le groupe et sont remplacés par Greg Baudrier et Manu Baroux.
En 2005, le groupe sort son quatrième album De jour comme de nuit. Après plusieurs tournées, le groupe annonce en 2008 faire une pause de plusieurs années.
En 2013, le groupe crée son propre label, Twicky , pour se produire en indépendant et fait appel à ses fans pour le soutenir. Ce label leur permet de produire et sortir leur cinquième album Joy Machine. Le groupe se met en pause en 2014, puis annonce son retour en concerts en 2020. En mars 2023 sort leur sixième album Superspectives.

## Biographie

### Origines et débuts (1994—1997)
L'histoire du groupe commence dans les années 1980 avec la rencontre de Frédéric Franchitti et de Hocine « Hoss » Hallaf, étudiant en économie qu'il enseignera plus tard,. Fred est né sans avant-bras gauche, ce qui l'empêchera pas de jouer d'un instrument, le piano. Avec un prix du conservatoire de Paris à huit ans, il choisit donc la composition et le chant pour se lancer dans la musique. Leur premier groupe s'enrichit très vite de deux autres membres : Jean-Baptiste « Djib » Mory, et Laurent « Doc Muller » Muller . Ils deviennent alors Aston Villa. Il y a trois raisons à ce nom. Premièrement, ils sont fans de football et reprennent le nom du club de Premier League, Aston Villa. Deuxièmement, Aston est aussi la contraction d'Aston Martin, marque de voitures anglaise. Ceci marque leur goût pour le rock britannique. Troisièmement, Villa est un rappel de la révolution de Pancho Villa. « On fait du rock en français car nos émotions et nos rêves se verbalisent en français. mais on se réclame davantage de la littérature que du rock français. Comme la musique, les textes sont élaborés en commun », déclarent les quatre musiciens.
Astonvilla est officiellement formé en janvier 1994 lorsqu'ils se produisent en première partie des Silencers au Plan à Ris-Orangis, dans l'Essonne, une salle de concert de la banlieue parisienne. À cette occasion, le groupe débutant enthousiasme le public. Ils sont programmés la même année au festival des Transmusicales de Rennes. Leur style musical est alors remarqué par le label BMG avec qui ils sortiront un album portant leur nom en avril 1996. Quatre singles en sont extraits : Bonne nouvelle, On verra demain, Raisonne et Si les anges. Pour la promotion d'Aston Villa, ils font de nombreux concerts mais également des premières parties prestigieuses dont ZZ Top (printemps-été 1996), Deep Purple (automne 1996) ou encore Bryan Adams (juin 1997 à Bercy). Ils tourneront beaucoup en France, mais se produiront aussi en Belgique, en Suisse, au Québec et en Argentine lors de l'édition de 1997 des Francofolies. En dépit de tout cela, avec seulement 15 000 exemplaires vendus, ce premier album est un échec commercial. Les relations entre le groupe et les membres de la production s’enveniment de jour en jour et le groupe est contraint de quitter sa maison de disques.

### Extraversionet consécration (1998—2001)
En 1998, Aston Villa signe sur le petit label Double T Music. Trouvant un nouveau souffle dans ce changement, ils enregistrent leur deuxième opus, Extraversion, qui sort en avril 1999,,. Ce nouvel album produit par le producteur de Manu Chao, Renaud Letang, mêle toujours autant rock puissant et mélodies prenantes. On y trouve une reprise de J'aime regarder les filles de Patrick Coutin. Malheureusement, en s'écoulant à 20 000 exemplaires, l'album ne fait guère mieux que le premier. Le label Double T Music est démantelé quelques mois plus tard par Sony Music qui le rachète et le groupe se retrouve une nouvelle fois sans distributeur. Malgré ces échecs commerciaux, le groupe s'épanouit sur scène où le public l'acclame. Durant l'année 1999, ils font de nombreuses dates et participent à quelques festivals au cours de l'été (Rock au fort à Albertville). Ils montent en vedette sur la scène de l'Élysée-Montmartre à Paris le 18 novembre, puis ils partent au Québec début 2000.
Après deux albums produits successivement par deux maisons de production différentes, Aston Villa rencontre une période de doute et de remise en question. En 1999, Hoss quitte le groupe qui connaît donc son premier départ. Nicolas Muller, le frère de Doc Muller, le remplace en 2000.
Ce sont sept musiciens qui se produisent sur scène pour enregistrer fin janvier 2001 à La Scène Bastille, un café-club de la rue des Taillandiers à Paris, le premier album acoustique live d'Astonvilla sur le label Naïve Records. On trouve, en plus des membres habituels d'Astonvilla, Eduardo Tomassi aux percussions, Wayne Jowandi Barker au boomerang et Morteza Esmaili au didjeridoo et à la guimbarde. L'album est mixé par Dominique Blanc-Francard et sort courant avril 2001 sous le titre Live Acoustic. On y trouve des reprises dont notamment All Apologies de Nirvana. Cet album est un succès puisque le groupe est pour la première fois classé dans les meilleures ventes (107e sur 150) en octobre 2001 et le single Raisonne est classé 90e des charts français. En 2001, pour Le Parisien : « les six « frenchies » d'Aston Villa sont désormais reconnus comme l'un des meilleurs groupes de scène de l'Hexagone ».
Aston Villa est plus largement programmé sur les radios et en décembre, l'album s'est déjà vendu à plus de 20 000 exemplaires. S'ensuit une vaste tournée à cheval sur 2001 et 2002. C'est ce moment que choisit Aston Villa pour s'engager politiquement avec une représentation le 19 janvier 2002 au Zénith de Paris dans le cadre d'un concert de soutien à l'association Attac (Association pour une taxation des transactions financières pour l'aide aux citoyens) puis avec un concert au profit de Survival International le 12 janvier au Bataclan. Cet organisme, dont Doc Muller est un membre actif, cherche à protéger les tribus et populations en voie de disparition.
Le 9 mars 2002, Aston Villa reçoit aux Victoires de la musique le prix de l'Artiste découverte de l'année,. Cette récompense a d'autant plus de valeur aux yeux du groupe qu'elle a été décernée par le public et non par un jury. En direct sur France 2, Aston Villa profite de la fenêtre médiatique pour tirer sur sa maison de disques, nominativement.

### Strange(2002—2007)
En 2002, Aston Villa, qui devient Astonvilla, sort un nouvel album studio, Strange, toujours sur le même label Naïve Records. Franck Pilant produit cet album, qui décrit un monde qui perd ses repères. Ce nouvel opus est salué par la critique. Jean Fauque, parolier qui a écrit Madame rêve et Osez Joséphine pour Alain Bashung, leur concocte la chanson Prière. Strange se conclut par un hommage à la culture gastronomique française Slowfood. Plusieurs artistes (Jean-Louis Aubert, Alain Bashung, Zazie, Jacques Lanzmann, Reuno Wangermez, Maurice Barthélémy, Jean-Pierre Coffe et Élise Larnicol) récitent sur une musique envoûtante quelques menus du chef Pierre Gagnaire.
Peu après l'enregistrement de Strange, les frères Muller (Laurent à la batterie et Nicolas à la guitare) quittent le groupe et Astonvilla entre dans une période de silence qui ne se rompt qu'en 2005 avec la sortie de l'album De jour comme de nuit.

### Nouvelle configuration (2008—2014)
Le guitariste Manu Baroux et le batteur Greg Baudrier remplacent les frères Muller et c'est une nouvelle configuration d'Astonvilla qui enregistre l'album De jour comme de nuit, sorti en 2005 chez Naïve Records,. L'Américain Dan Presley, producteur de Luke, Cali ou Faith No More, produit ce dernier opus plus brut et électrique. En novembre 2005, le groupe part en tournée et se produit notamment à l'Élysée-Montmartre à Paris. Un nouveau live sort fin 2008, cette fois-ci électrique, et sobrement intitulé Live. La prise de son a alors lieu lors de deux concerts donnés au Brise Glace, en juin 2008 à Annecy. En 2009, la SACEM décerne un prix pour les quinze années de carrière d'Astonvilla. Cette même année, le groupe s'offre une pause après une tournée et annonce revenir avec un nouvel album en 2012.
Après une longue attente, Astonvilla revient sur le net en octobre 2013 avec quelques extraits vidéos semblant annoncer l'arrivée d'un prochain opus. La même année, le groupe crée son propre label, Twicky Records, pour se produire en indépendant et fait appel à ses fans pour le soutenir. Le groupe se met en pause après la sortie de son album Joy Machine, le 9 juin 2014,.

### Retour (depuis 2020)
Le groupe annonce son retour en 2020 pour un concert à la Maroquinerie de Paris le 5 décembre. Ils continuent dans les concerts avec une tournée anniversaire pendant toute l'année 2021, et une présence le 2 décembre 2021 aux Jeudis Bam. Le vendredi 4 mars 2022 à 20 h 30, ils jouent à l'espace culturel de Rombas, où les membres étaient déjà venus en 2003. 
En avril 2023 le groupe annonce sur son site et les réseaux sociaux qu'il entre en studio pour enregistrer un album à sortir en 2024. Un premier single Splendore Evolution est diffusé fin octobre 2023. L'album intitulé Superspectives sort début mars 2024.

## Membres

### Membres actuels
- Fred Franchitti — chant, piano
- Greg Baudrier — batterie
- Tony Halet — guitare, basse
- Additionnel, Aurélien Barbolosi — guitare, basse

### Anciens membres
- Damien Habouzit — basse
- Manu Baroux — guitare
- Franck Pillant — guitare
- Hocine « Hoss » Hallaf — guitare
- Nicolas Muller  — guitare
- Laurent « Doc Muller » Muller  — batterie
- Jean-Baptiste « Djib » Mory — basse